# Duncan I.
Duncan I., také Duncan Mac Crínán, skotskou gaelštinou Donnchadh (kolem roku 1000 – 14. srpna 1040) byl král Skotska (Alby) v letech 1034–1040.

## Původ
Duncan pocházel z rodu mormaerů z Athollu. Jeho otcem byl opat kláštera v Dunkeldu a mormaer z Athollu Crínán. Duncanova matka Bethóc byla dcerou skotského krále Malcolma II. Právě on jmenoval před svou smrtí svého nejstaršího vnuka svým nástupcem.
Předtím ještě Malcolm II. tvrdě zasáhl proti svým oponentům. Zlikvidoval mocného mormaera z Moray Gilla Coemgáina i bratra jeho manželky Malcolma Mac Bodha, čímž byl zajištěn Duncanův úspěch při následné volbě nového skotského krále. V té době Duncan zastával post krále Cumbrie.
Kolem roku 1030 se oženil s dánskou šlechtičnou Suthen, sestřenicí jarla Siwarda, budoucího hraběte z Northumbrie. 25. listopadu 1034 zemřel Malcolm II. a podle keltského zákona tanistry a Malcolmova přání byl Duncan určen za jeho nástupce. V prosinci byl zvolen ve Scone skotským králem. Jeho zvolením se upevnila pozice athollské dynastie, a ta získala jasnou převahu nad ostatními klany ve Skotsku.

## Boj o udržení moci
Duncan byl velmi ambiciózní vládce, ale neměl mimořádné schopnosti svého děda Malcolma II., který byl respektovaným panovníkem. Hned první vážné zkoušce byl vystaven roku 1038, kdy jižní provincie Skotska napadl bernicijský hrabě Eadwulf. Nepřítele se podařilo odrazit, ale mormaerové a náčelníci žádali odplatu a další pronásledovaní vojsk hraběte Eadwulfa. Tento plán ale kolidoval s Duncanovou myšlenkou na vojenské tažení na sever a posunutí severních hranic. Duncan se rozhodl pro riskantní vedení války na obou frontách najednou.
Začátkem roku 1040 začala jeho expanze do Northumbrie a Anglie. Zároveň poslal část vojsk do boje proti svému severnímu sousedovi a bratranci Thorfinnu Sigurdssonovi, jarlovi Orknejskému. V Northumbrii byla jeho vojska tvrdě poražena a Duncan pochopil, že lepší a méně vyčerpávající bude vést válku jen proti jednomu nepříteli. Sjednotil zbytky obou armád a vydal se na sever. Zde byla jeho vojska v lodní bitvě poražena a zahnána na útěk. Samotnému Duncanovi se jen s velkými obtížemi podařilo uniknout zajetí.
Orknejské vojsko následně napadalo pobřežní osady a věnovalo se drancování severních provincií Skotska. V Thursu pak byla poražena i Duncanova pozemní vojska.

## Duncanova poslední bitva
Ve čtvrtek 14. srpna 1040 se střetla Duncanova armáda s vojskem jeho bratrance Thorfinna Sigurdssona v rozhodující bitvě u Burgheadu. Na stranu Thorfinna Sigurdssona se postavil další vnuk Malcolma II., mormaer z Moray, Macbeth (což byl bratranec obou soupeřů, Duncana i Thorfinna). Z bitvy tří bratranců vyšel jako poražený Duncan, který se pokusil o útěk. Ten se ale nezdařil a Duncan byl za nejasných okolností zabit v Pitgaveny u Elginu.
Orknejská vojska vydrancovala sever Skotska a pak se Thorfinn Sigurdsson stáhl zpět na Orkneje, přestože si mohl jako vnuk Malcolma II. činit nárok na úřad skotského krále. Tento fakt nasvědčuje tomu, že už před bitvou u Burgheadu zřejmě Sigurdsson skutečně uzavřel dohodu s Macbethem a součástí této dohody bylo i rozdělení moci a území po Duncanově porážce. Macbeth se po Duncanově smrti vydal do Scone, kde byl následně zvolen králem. To, že proti tomuto vývoji situace nikdo neprotestoval, svědčí o tom, že Duncan nebyl příliš oblíbeným panovníkem.
Jen členové klanu mormaerů z Athollu viděli ve zvolení Macbetha katastrofu. Duncanův otec Crínán z Dunkeldu poslal rychle všechny tři své vnuky do exilu, stejně jako snachu, vdovu po svém synovi. Roku 1045 se Crínán z Dunkeldu pokusil v čele athollských vojsk povstat proti Macbethovi, ale byl poražen a zabit.

## Návrat Duncanova rodu
Macbeth byl po sedmnácti letech své úspěšné vlády zabit roku 1057 v bitvě u Lumphananu a králem byl následně zvolen jeho nevlastní syn Lulach. Ten byl po pouhých sedmi měsících vlády zabit 17. března 1058, tím okamžikem se Duncanův rod vrací zpět ke svému ztracenému mocenskému postavení ve Skotsku. Králem se stává Duncanův syn Malcolm, který po svém návratu z exilu v Anglii zbavil trůnu a života oba své předchůdce.
Od doby Malcolma III. byl skotský král volen již jen formálně. Dosavadní systém tanistry byl postupně nahrazován zákonem primogenitury a dědičnosti královského titulu v jednom rodu. Potomci a příbuzní Malcolma III. se tak stali vládnoucí dynastií, která ve Skotsku panovala až do roku 1286.